# Chinita Ullmann
Chinita Ullmann, auch Chinita Ullman, eigentlich Frieda Ullmann, auch Friedel Ullmann, (* 14. März 1904 in Porto Alegre; † 30. Mai 1977 in São Paulo) war eine brasilianische Tänzerin. Sie gilt als Pionierin des modernen Tanzes in Brasilien.

## Biographie
Frieda Ullmann war die Tochter von Emil Paul Friedrich Ullmann (1870–1952) und dessen Frau Wanda Wilhelmine (1880–1944). Sie hatte fünf Geschwister. Ihr Vater war aus Schlesien nach Brasilien ausgewandert, wo die deutschstämmige Familie seiner Frau schon ansässig war.
Ullmann entwickelte schon früh Interesse an Musik und Malerei, ihre Leidenschaft galt aber dem Tanz. Da es wenig Möglichkeiten in ihrem Heimatland gab, sich ausbilden zu lassen und weiterzuentwickeln, ging sie mit 15 Jahren nach Dresden und studierte Tanz bei Mary Wigman. Von 1925 bis 1927 war sie Mitglied der Wigman-Kompanie. Anschließend trennte sie sich von der Gruppe, um eigene Tanzabende zu bestreiten, die ihr die Anerkennung von Tanz-Kritikern wie etwa Artur Michel einbrachten. Sie trat in Deutschland als Friedel Ullmann auf, wann sie sich den Künstlernamen Chinita (Steinchen) zulegte, ist unbekannt.
Chinita Ullmann tourte durch ganz Europa, häufig gemeinsam mit Carletto Thieben, einem ehemaligen Tänzer der Mailänder Scala. In der Saison 1929/30 trat sie mit dem indischen Tänzer Udai Shan-Kar und der deutschen Tänzerin Gret Palucca im Teatro di Torino auf. Ende der 1920er Jahre gründete Chinita Ullman in Köln eine eigene Tanz- und Gymnastikschule (Hohenstaufenring 30). sie wohnte im Stadtteil Lindenthal. Zu ihren Schülern gehörten die als Lotte Berk bekannt gewordene Lieselotte Heymansohn und deren späterer Mann, der Tänzer und Komponist Ernst Berk. Als Autorin setzte sich Chinita Ullmann in der von dem Wigman-Lehrer Felix Emmel herausgegebenen Zeitschrift Die Tanz-Gemeinschaft mit Themen wie „Männer- und Frauentanz“ (über den Unterschied von männlichem und weiblichem Ausdruck im Tanz) oder „Unbekannte Tänze Süd-Amerikas“ auseinander. Bei einer Tour durch ihr Heimatland Brasilien wurde sie gefeiert: „Magnífico espetáculo, novo, moderno, inédito no Rio até ontem.“ („Ein großartiges Spektakel, neuartig, modern, bisher nie dagewesen in Rio.“) Es folgte eine Tour durch Lateinamerika.
Anschließend kehrte Ullmann nach Europa zurück, bevor sie 1932 endgültig wieder in Brasilien ansässig wurde. Im selben Jahr gehörte sie in São Paulo zu den Mitbegründern der Sociedade Pró-Arte Moderna (SPAM), die bis heute besteht (Stand 2018). Gemeinsam mit ihrer noch in Deutschland ausgebildeten Schülerin Kitty Bodenheim (1912 in Köln – 2003 in São Paulo) eröffnete sie die „Academia de Bailado“, in der der moderne Ausdruckstanz von Wigman und auch Bewegungsprinzipien von Rudolf von Laban vermittelt wurden. Ihr Haus war ein Treffpunkt für brasilianische Kreative wie Lasar Segall, Gregori Warchavchik, Vittorio Gobbis, Tarsila do Amaral und Antonietta Rudge. Ihre Eltern waren offensichtlich nach Deutschland gezogen, denn ihr Vater war 1944 in Schöneiche (heute Proszków) bei Neumarkt in Schlesien als Landwirt registriert, wo ihre Mutter im selben Jahr starb. Anschließend kehrte Emil Ullmann nach Porto Alegre zurück, wo er 1952 starb und auf dem dortigen evangelischen Friedhof bestattet wurde.
Ab 1948 war Chinita Ullmann als Lehrerin an der Escola de Arte Dramática (EAD) von Alfredo Mesquita tätig. 1954 hatte sie gemeinsam mit dem bekannten brasilianischen Tänzer Décio Stuart ihren letzten Auftritt. Anschließend zog sie sich in ihr Landhaus zurück, wo sie Orchideen kultivierte und züchtete. Sie starb 1977; ihre sterblichen Überreste wurden auf ihren Wunsch hin eingeäschert.
Die brasilianischen Schauspielerinnen Myriam Muniz und Aracy Balabanian wurden mit dem Prémio Chinita Ullmann ausgezeichnet.

## Programmhefte (Auswahl)
- Danze di Carletto Thieben primo ballerino dell'Opera di Berlino e Chinita Ullman : stagione quinta 1929-30. Società degli amici di Torino; Teatro di Torino.
- Chinita Ullman. Sonntag, den 8. März 1931, 11.15 Uhr ; Einmaliges Tanz-Matinée.  Musikalische Leitung: Momme Mommsen. Masken: Peter Hoffmann. Kostüme: Lotte Braumann. Düsseldorf, 1931